# Ramot Menaše
Ramot Menaše (hebrejsky רָמוֹת מְנַשֶּׁה, v oficiálním přepisu do angličtiny Ramot Menashe) je vesnice typu kibuc v Izraeli, v Severním distriktu, v Oblastní radě Megido.

## Geografie
Leží v nadmořské výšce 176 metrů, v horách Ramat Menaše, cca 13 kilometrů východně od břehů Středozemního moře. Je situována v zemědělsky využívané a jen z menší části zalesněné pahorkatině. Jižně od vesnice prochází údolím vádí Nachal Šelef, na sever od obce terén spadá do údolí vádí Nachal Menaše (s jeho přítokem Nachal Mo'ed).
Obec se nachází cca 63 kilometrů severovýchodně od centra Tel Avivu a cca 23 kilometrů jižně od centra Haify. Ramot Menaše obývají Židé, přičemž osídlení v tomto regionu je etnicky převážně židovské. Oblast vádí Ara, kterou obývají izraelští Arabové, leží cca 7 kilometrů jižním směrem. Hřbet horského masivu Karmel, na kterém stojí drúzská sídla, se nachází 10 kilometrů severně odtud.
Obec Ramot Menaše je na dopravní síť napojena pomocí lokální silnice číslo 672, jež sem odbočuje z dálnice číslo 70 a vede pak k jihu, přičemž propojuje všechny vesnice v masivu Ramat Menaše.

## Dějiny
Kibuc Ramot Menaše byl založen roku 1948. Jeho zakladateli byla skupina Židů původem z Polska, kteří přežili holokaust a 18. května 1946 dorazili do tehdejší mandátní Palestiny. Utvořili kolektiv, který v následujících měsících pobýval v sousedních již etablovaných vesnicích Ejn ha-Šofet a Dalija a připravoval se na založení vlastní osady. Do nynější lokality prvních 64 osadníků dorazilo 29. července 1948, tedy ještě během války za nezávislost, ale v době, kdy již tento region byl pod kontrolou izraelských sil. V listopadu 1948 dali své nově zřízené vesnici nynější jméno. Zpočátku byl kibuc umístěn o něco dál od nynější lokality, do níž se přesunul až později, po zřízení trvalé zástavby.
Kibuc byl napojen na levicové hnutí ha-Šomer ha-Ca'ir. V roce 1950 jej posílila další osadnická skupina tvořená Židy z Uruguaye a Chile, přičemž příliv židovských přistěhovalců z Jižní Ameriky pokračoval i v následujících letech.
Místní ekonomika je založena na zemědělství, později přibyl i průmysl (ve spolupráci s kibucem Dalija). Kibuc prošel počátkem 21. století privatizací a zbavil se většiny kolektivních prvků hospodaření. Jeho členové jsou nyní odměňováni individuálně, podle odvedené práce. Ukončil rovněž některé neproduktivní aktivity (chov ovcí). V obci se rozvíjí i turistický ruch (32 pokojů pro ubytování turistů). V obci fungují zařízení předškolní péče. Základní škola je v nedaleké vesnici Ejn ha-Šofet.
Vesnice prochází stavební expanzí. Nová obytná čtvrť má plánovanou kapacitu 138 domů.

## Demografie
Obyvatelstvo kibucu Ramot Menaše je sekulární. Podle údajů z roku 2014 tvořili populaci v Ramot Menaše Židé (včetně statistické kategorie "ostatní", která zahrnuje nearabské obyvatele židovského původu ale bez formální příslušnosti k židovskému náboženství).
Jde o menší sídlo vesnického typu s dlouhodobě stagnujícím počtem obyvatel, který ale po roce 2006 přešel v prudký růst související s masivní bytovou výstavbou rezidenčního typu. K 31. prosinci 2014 zde žilo 1083 lidí. Během roku 2014 populace stoupla o 2,0 %.
| Rok            | 1948 | 1961 | 1972 | 1983 | 1995 | 2001 | 2003 | 2004 | 2005 | 2006 | 2007 | 2008 | 2009 | 2010 | 2011 | 2012 | 2013 | 2014 |
| -------------- | ---- | ---- | ---- | ---- | ---- | ---- | ---- | ---- | ---- | ---- | ---- | ---- | ---- | ---- | ---- | ---- | ---- | ---- |
| Počet obyvatel | 73   | 342  | 456  | 567  | 495  | 454  | 471  | 464  | 459  | 468  | 509  | 682  | 856  | 924  | 1009 | 1047 | 1062 | 1083 |